# IC 4952
IC 4952 је спирална галаксија у сазвјежђу Телескоп која се налази на листи објеката дубоког неба у Индекс каталогу.
Деклинација објекта је - 55° 27' 12" а ректасцензија 20h 8m 37,6s. Привидна величина (магнитуда) објекта IC 4952 износи 13,1 а фотографска магнитуда 14,0. IC 4952 је још познат и под ознакама ESO 186-1, PGC 64163.